# بخش مرکزی شهرستان میمه و وزوان
بخش مرکزی، یکی از بخش‌های شهرستان میمه و وزوان در استان اصفهان ایران است. مرکز این بخش، شهر وزوان است.

## تقسیمات کشوری
- بخش مرکزی شهرستان میمه و وزوان
  - دهستان ازان
  - دهستان ونداده

شهرها: وزوان و میمه

## جمعیت
بر پایه سرشماری عمومی نفوس و مسکن در سال ۱۳۹۵، جمعیت بخش مرکزی شهرستان میمه و وزوان برابر با ۱۸٬۲۰۸ نفر بوده است.